# Kineta
 Kineta (em grego:  Κινέτα) é uma cidade litorânea na Ática Ocidental, Grécia. Faz parte do município de Mégara.

## Geografia
Kineta está situada na costa norte do Golfo Sarônico, ao sul das montanhas da Gerânia. As rochas de Kakia Skala ficam ao leste. As cidades mais próximas são Agioi Theodoroi (oito quilômetros a sudoeste) e Mégara (12 quilômetros para o leste). Corinto é 25 quilômetros a oeste, e Atenas é 45 quilômetros para o leste. A antiga estrada nacional grega 8 e a nova auto-estrada 8, ambas conectando Atenas a Corinto e o Peloponeso, passam pela cidade. A estação ferroviária Kineta é servida por trens Proastiakos entre o Aeroporto Internacional de Atenas e Kiato (Peloponeso).

## História
Diz-se que o nome “Kineta” foi retirado de uma pequena lagoa ou pântano na praia, que produz enxames de mosquitos no outono que quase equivalem a uma praga.
A lagoa não existe mais, mas Kineta ainda tem (2010) mais do que sua parcela de mosquitos.
Em 23 de julho de 2018, um incêndio florestal se desenvolveu na área, que queimou algumas casas em Kineta.

## População histórica
| Ano  | População | Mudança | Estrangeiros | Parentes | Famílias |
| ---- | --------- | ------- | ------------ | -------- | -------- |
| 1961 | 187       |         |              |          |          |
| 1971 | 163       | -24     |              |          |          |
| 1981 | 425       | 262     |              |          |          |
| 1991 | 1.878     | 1.453   |              |          |          |
| 2001 | 1.972     | 94      | 140          | 556      | 416      |
| 2011 | 1.446     | -526    |              |          |          |